# Santa Eugénia
Santa Eugénia es una freguesia portuguesa del municipio de Alijó, com 7,79 km² de extensión y 511 habitantes (2007). Densidad: 65,6 hab/km².
Santa Eugénia se encuentra a 14 km de la sede del municipio de Alijó al nordeste, y a 1,5 km del río Tinhela. Se encuentra sobre el monte de Santa Bárbara, en una zona de transición en el límite de la región de Alto Douro, según los límites fijados por el Marqués de Pombal a mediados del siglo XIX. En época medieval esta fregresia ya aparece en la documentación portuguesa, por lo menos desde el siglo XII, y según varios indicios arqueológicos parece haber constituido una parroquia de origen suevo en el siglo VI.
Según la leyenda local, el nombre de esta fregresia derivó de la aparición de la Virgen María en el monte de Santa Bárbara a una niña llamada Eugenia que quería entregar su corazón a Cristo permaneciendo célibe y virgen. Sin embargo tuvo que huir de su padre que estuvo a punto de asesinarla, siendo salvada por la Virgen. La población local se convirtió al cristianismo y dio el nombre de Santa Eugenia a aquella tierra. En el foro atribuido a Alijó en el año 1226 por el rey Sancho II, Santa Eugenia es una de las fregresias integradas en el término, aunque hubo algunas disputas limítrofes con el vecino municipio de Murça, finalmente Santa Eugenia pasó definitivamente al ámbito territorial de Alijó en 1853.